# Super Sabrina
Super Sabrina är det andra studioalbumet av den italienska pop-artisten Sabrina Salerno, utgivet av Videogram Records år 1988. Det släpptes i en CD-version och i en Vinyl-version.

## Låtlista

### CD-version[1]
1. Like a Yo-Yo – 3:28
2. All of Me (Boy Oh Boy) – 3:48
3. Doctor's Orders – 3:18
4. Funky Girl – 3:49
5. My Chico – 3:40
6. Pirate of Love – 4:00
7. Guys and Dolls – 3:50
8. Sex – 4:10
9. Boys (Summertime Love) (Boy Oh Boy Mix) – 6:02
10. My Chico (Extended Version) – 5:23

### Vinyl-version[2]
1. Like a Yo-Yo – 3:28
2. All of Me (Boy Oh Boy) – 3:48
3. Doctor's Orders – 3:18
4. Boys (Summertime Love) – 3:55
5. Funky Girl – 3:49
6. My Chico – 3:40
7. Pirate of Love – 4:00
8. Sexy Girl – 3:40
9. Guys and Dolls – 3:50
10. Sex – 4:10